# 89-es busz (Pécs)
A pécsi 89-es jelzésű autóbusz Megyer és a keleti városrész, az erőmű között teremtett kapcsolatot. A járat több fontos munkahelyet érintett útvonalán, többek között a baromfi-feldolgozót és a hőerőműt. Ez volt a leghosszabb járat, ami Kertváros autóbusz-állomásról indult. Útvonalának hossza oda-vissza 24,8 km volt.

## Története
1987. szeptember 1-jén indult az első M89-es buszjárat Kertvárosból a Dózsa György utcába. 2006. augusztus 31-ig a járat végállomása a régi kertvárosi végállomás volt, szeptember 1-jétől viszont átköltözött az összevont kertvárosi végállomásra, amely a Sztárai Mihály úton található. 2009. december 1-jétől 89-es jelzéssel közlekedett.
2014. január 31-én közlekedett utoljára, másnap már a 120-as busz járt helyette.

## Útvonala
| Dózsa György út felé | Kertváros felé |
| --- | --- |
| Kertváros vá. – Sztárai Mihály út – Nagy Imre út – Maléter Pál út – Kanizsai Dorottya út – Edison utca – Mohácsi út – Engel János József utca – Vadász utca – Dózsa György út vá. | Dózsa György út vá. – Vadász utca – Engel János József utca – Mohácsi út – Edison utca – Kanizsai Dorottya út – Maléter Pál út – Nagy Imre út – Sztárai Mihály út – Kertváros vá. |

## Megállóhelyei
Az átszállási kapcsolatok között a Hőerőműig közlekedő 89A busz nincsen feltüntetve!
| 89 (Kertváros – Dózsa György út) |                            |          |                                                             |
| Perc (↓)                         | Megállóhely                | Perc (↑) | Átszállási kapcsolatok a járat megszűnésekor                |
| 0                                | Kertváros végállomás       | 28       | 3, 6, 7, 55, 55Y, 61, 61Y, 62, 63, 63Y, 71, 72, 161, 162    |
| 2                                | Csontváry utca             | 26       | 1, 3, 6, 50, 55, 60, 61, 61Y, 62, 63, 63Y, 71, 72, 161, 162 |
| 4                                | Várkonyi Nándor utca       | 25       | 1, 3, 6, 50, 55, 60, 161                                    |
| 5                                | Maléter Pál út I.          | ∫        | 1, 6, 50, 60                                                |
| ∫                                | Lahti utca                 | 24       | 1, 6, 50, 60                                                |
| 6                                | Krisztina tér              | 22       | 1, 6, 50, 55Y, 60, 161                                      |
| 8                                | Maléter Pál út II.         | 20       | 6, 7, 71, 72, 162                                           |
| 10                               | Árpádváros                 | 18       | 41                                                          |
| 15                               | Baromfifeldolgozó          | 13       | 20                                                          |
| 16                               | Pécsbánya rendező          | 12       | 20 · Pécsbánya-Rendező                                      |
| 17                               | Hőerőmű                    | 11       | 20, 20A                                                     |
| 19                               | Edison utca                | 9        | 20, 20A                                                     |
| 21                               | Gázmű                      | 7        | 20, 20A                                                     |
| 23                               | Téglagyár                  | 5        | 20, 20A                                                     |
| 25                               | Autójavító                 | ∫        | 2, 2A, 20, 20A, 21, 31, 31A, 43, 60, 113Y, 114, 115         |
| ∫                                | Mohácsi út                 | 4        | 2, 2A, 20, 20A, 21, 31, 31A, 43, 60, 113Y, 114, 115         |
| 27                               | Engel János út             | 1        | 27, 40                                                      |
| 28                               | Dózsa György út végállomás | 0        | 27                                                          |